# Église Saint-André de Sauveterre-de-Béarn
L'église Saint-André se situe sur la commune de Sauveterre-de-Béarn, dans le département français des Pyrénées-Atlantiques. Elle est classée aux monuments historiques en 1912.

## Présentation
L'église de Sauveterre-de-Béarn, dédiée à saint André, a été bâtie à une époque de transition entre les XIIe et XIIIe siècles. Son architecture est un mélange de style roman et de style gothique. L'église est aussi fortifiée car elle est surmontée d'un clocher quadrangulaire percé de fenêtres géminées. À l'origine, ce clocher n'avait pas de toit et était crénelé. Les créneaux sont toujours visibles sous le toit actuel.  L'église faisait partie du "Saint-André" qui était l'un des trois bourgs de Sauveterre. Elle participait à la défense de la cité. 
Longue de 35 mètres, large de 27 mètres, la hauteur de la nef centrale est de 13 mètres. Son clocher fait 27 mètres de hauteur tandis que ses baies géminées aux tympans percés d'oculi adoucissent son aspect militaire. Remarquable par son ampleur et ses proportions, elle comporte trois nefs, une abside, deux modestes absidioles et un transept avec deux belles roses.
Un tympan surmonte le portail. Entre les deux cintres, une clef pendante tient lieu de trumeau. Le Christ en majesté de la mandorle est entouré des quatre Évangélistes, saint Matthieu (l'ange), saint Marc (le lion), saint Jean (l'aigle) et saint Luc (le bœuf).
La petite porte, au nord, est surmontée d'un tympan que timbre un chrisme. Le cercle symbolise l'univers, le Χ (khi) et le Ρ (rhô) sont les deux premières lettres du mot « Christ », Δ (alpha) et Ω (oméga) sont le symbole du commencement et de la fin, lettres ici inversées.
Au pilier situé à gauche du chœur se trouve un chapiteau historié représentant la Médisance et la Gourmandise. Du côté de la nef de gauche se trouve un autre chapiteau représentant la scène de la Nativité.  
Au sud se trouve la porte qui était réservée aux cagots (aussi appelés chrestiaas), catégorie de population reléguée tout en bas de l'échelle sociale mais admise dans la communauté des chrétiens.

## Galerie

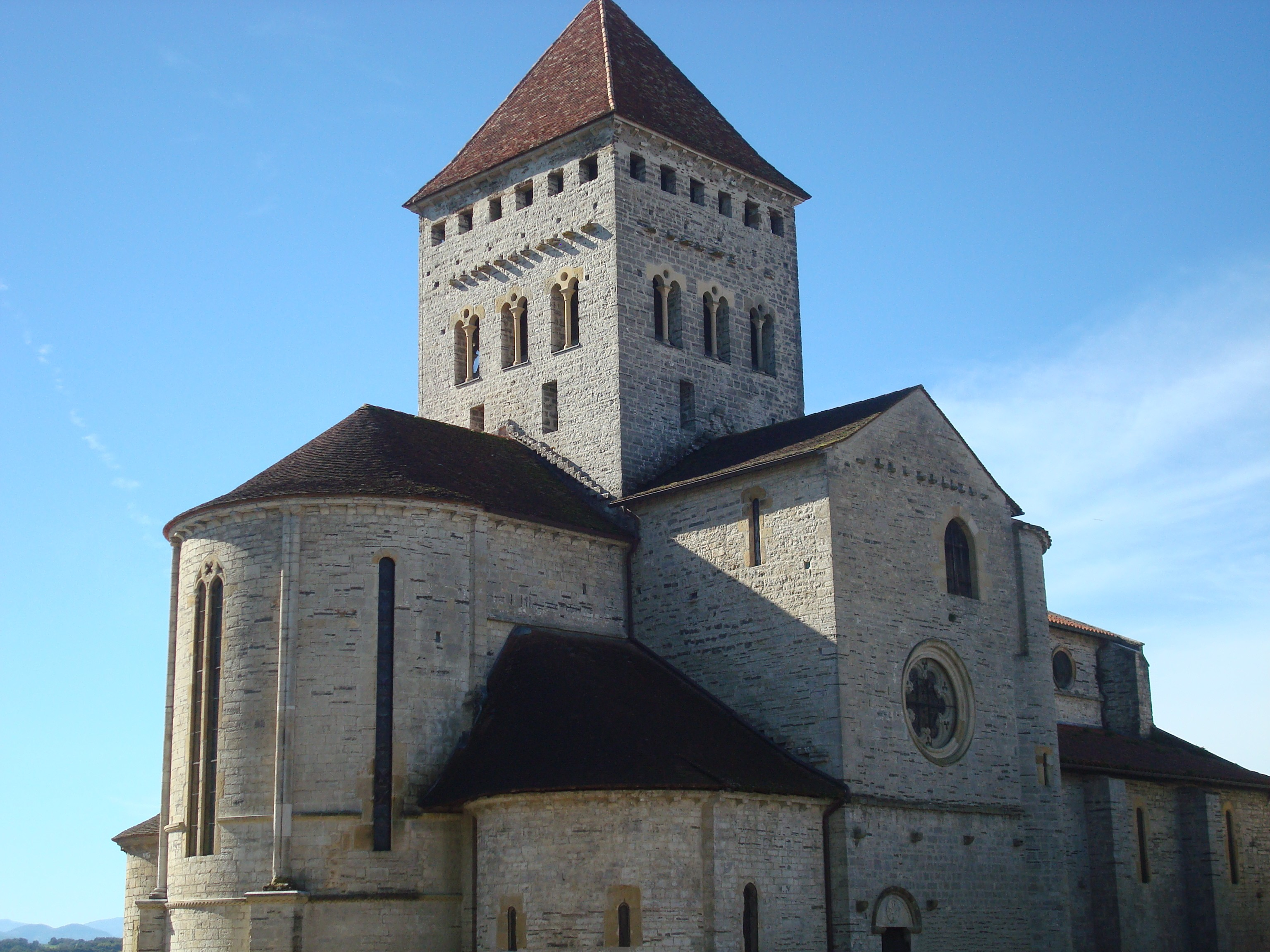
Église Saint-André.
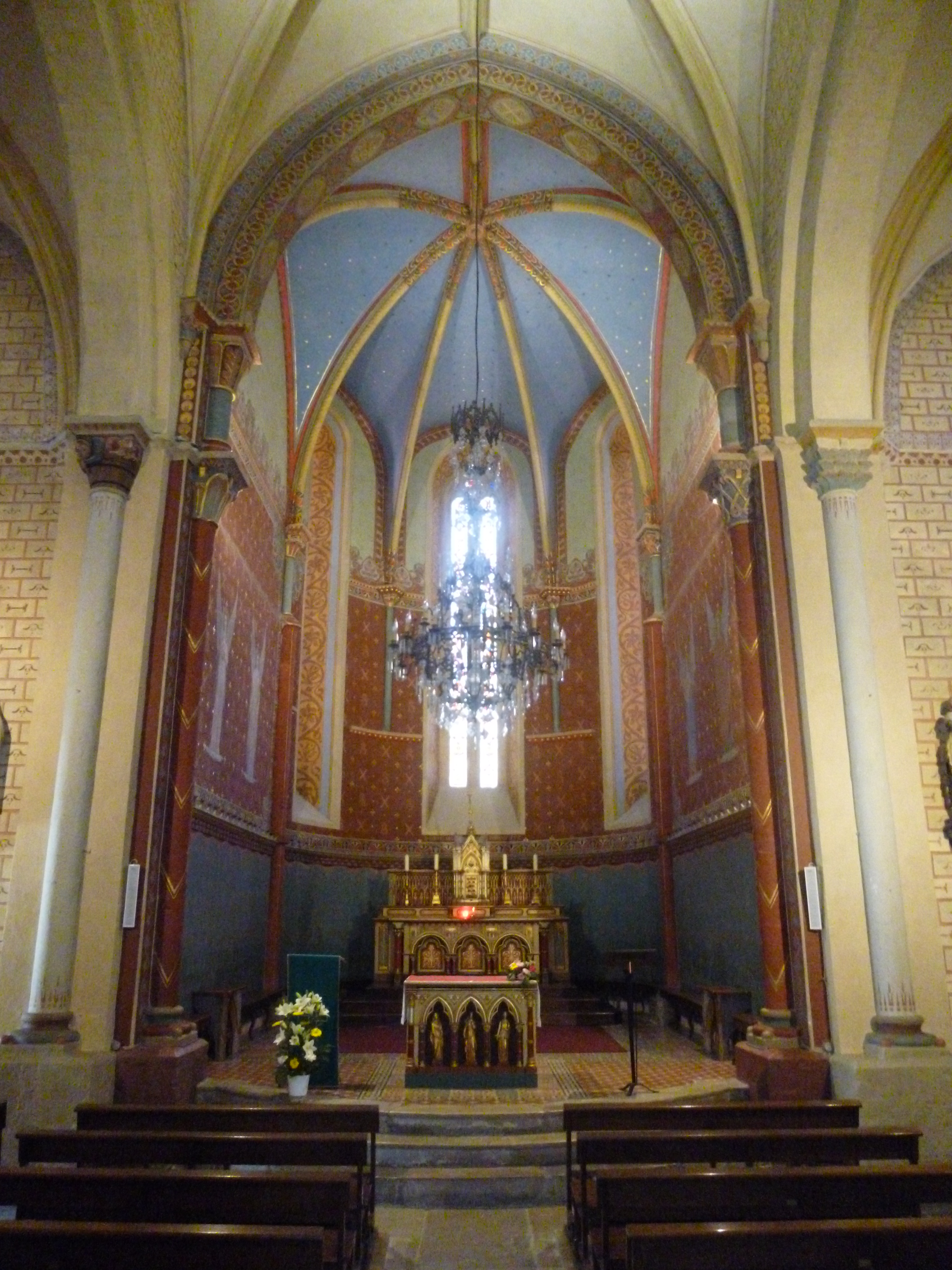
Chœur de l'église Saint-André.
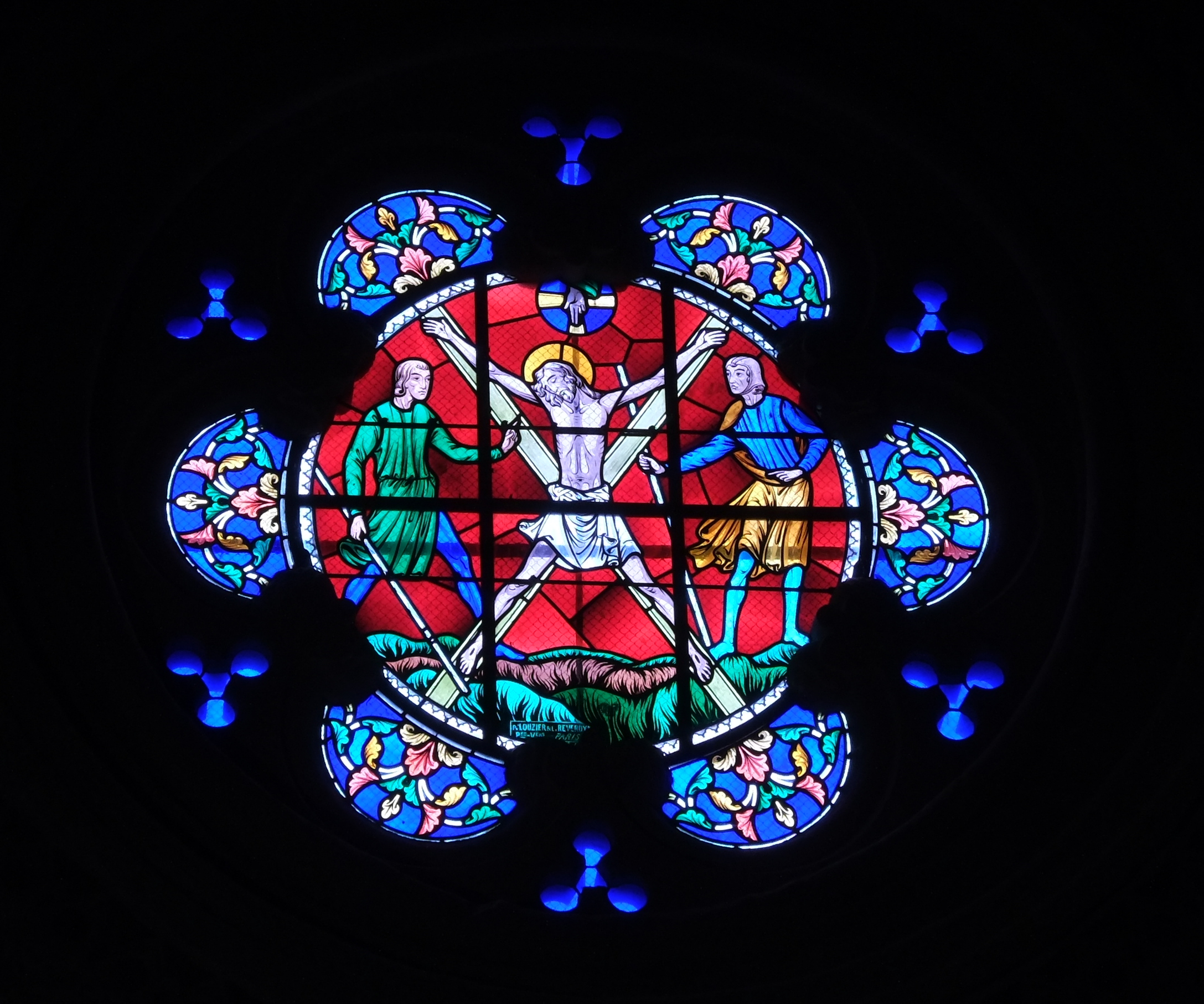
Vitrail de l'église Saint-André représentant Saint-André sur sa croix.
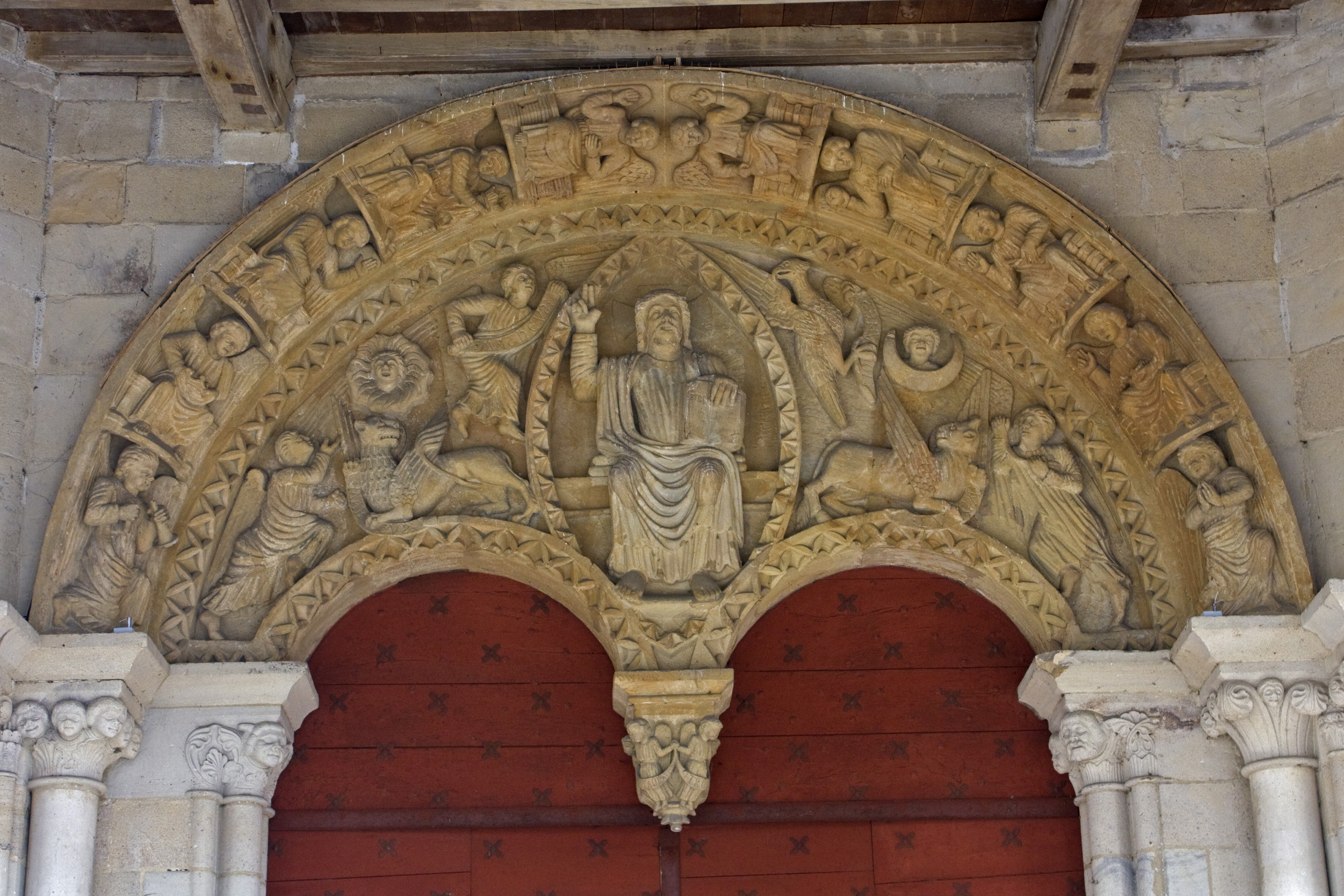
Tympan, Christ en gloire inscrit dans une mandorle.
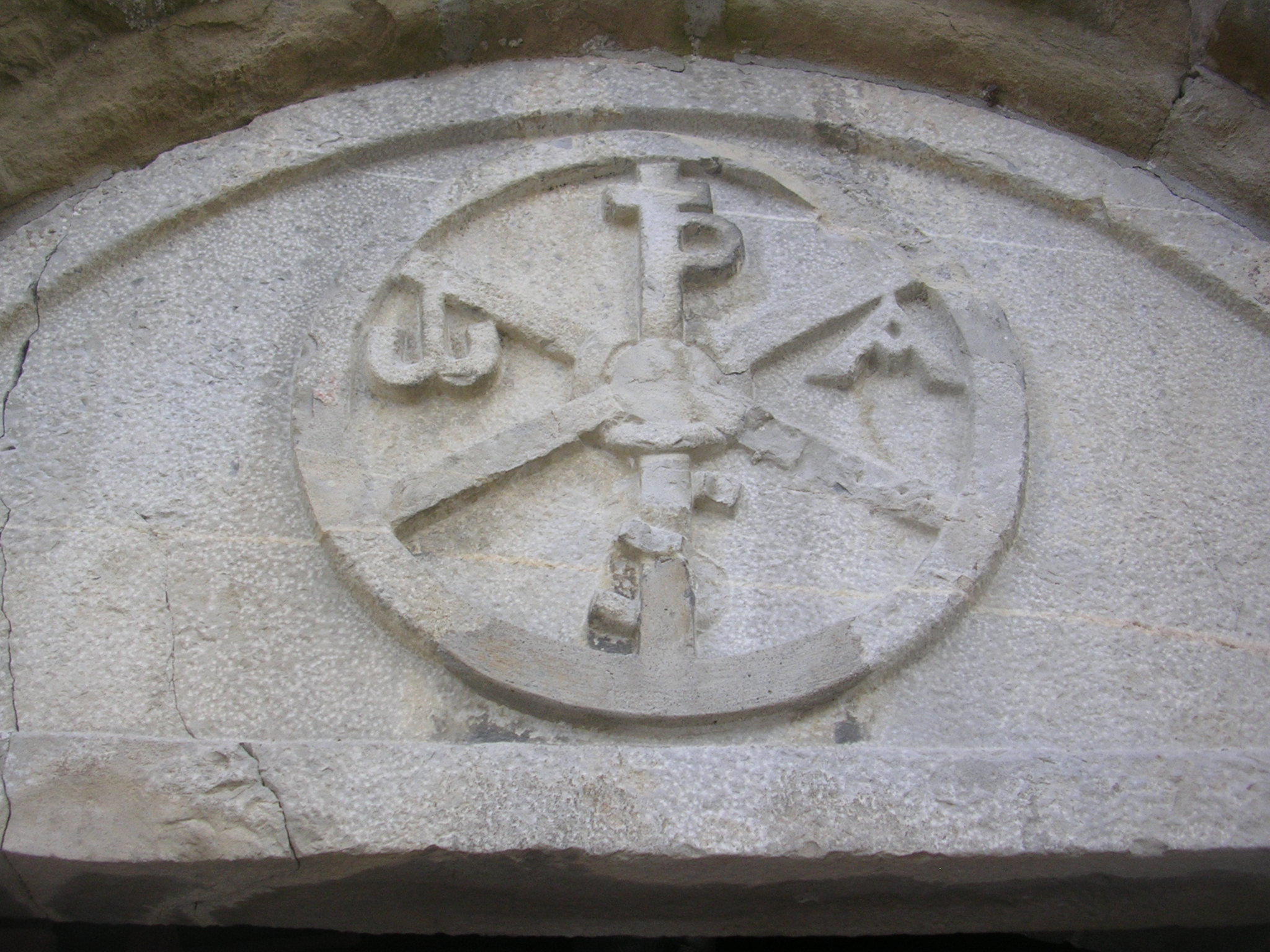
Le chrisme.
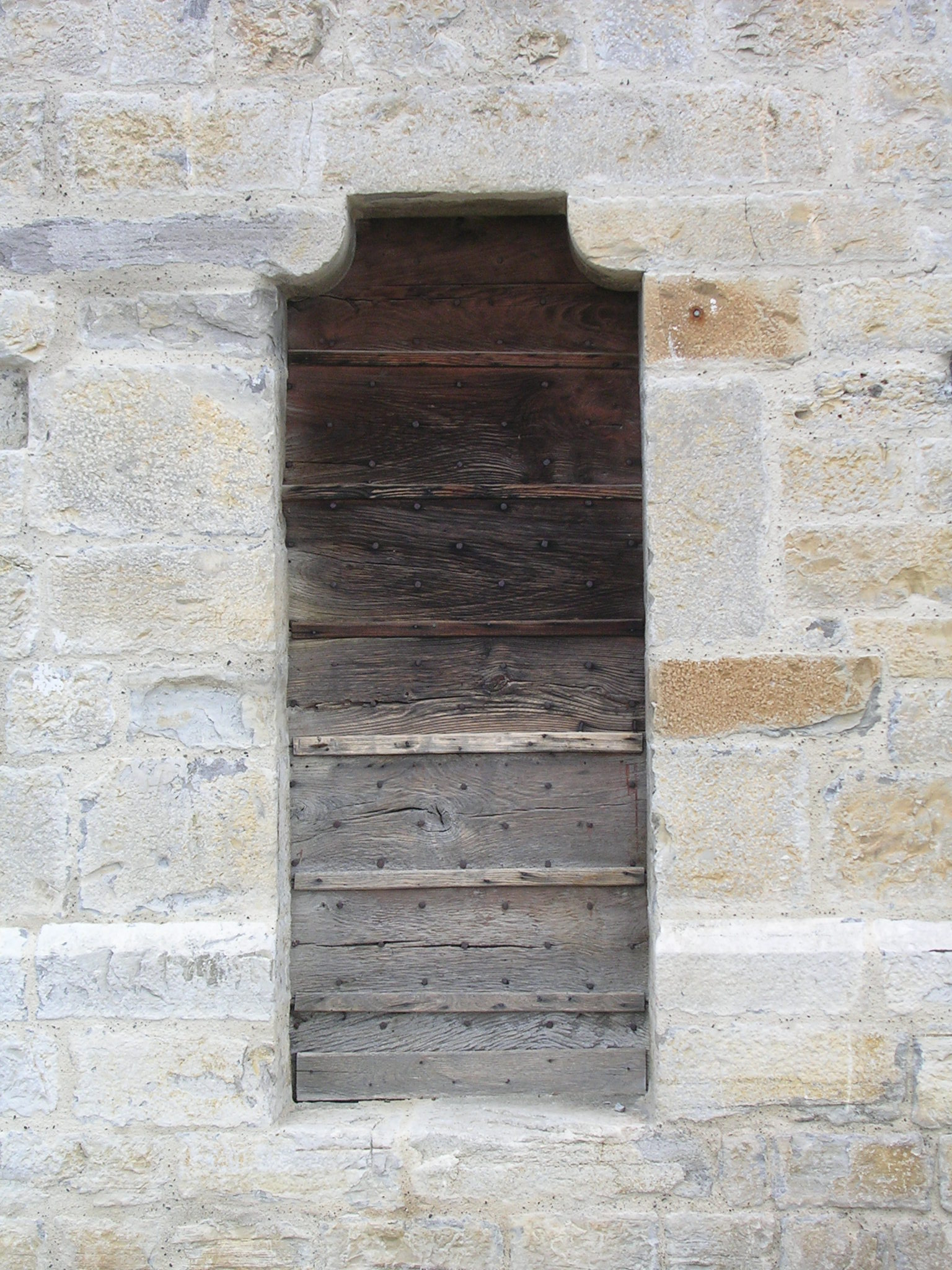
La porte des cagots.
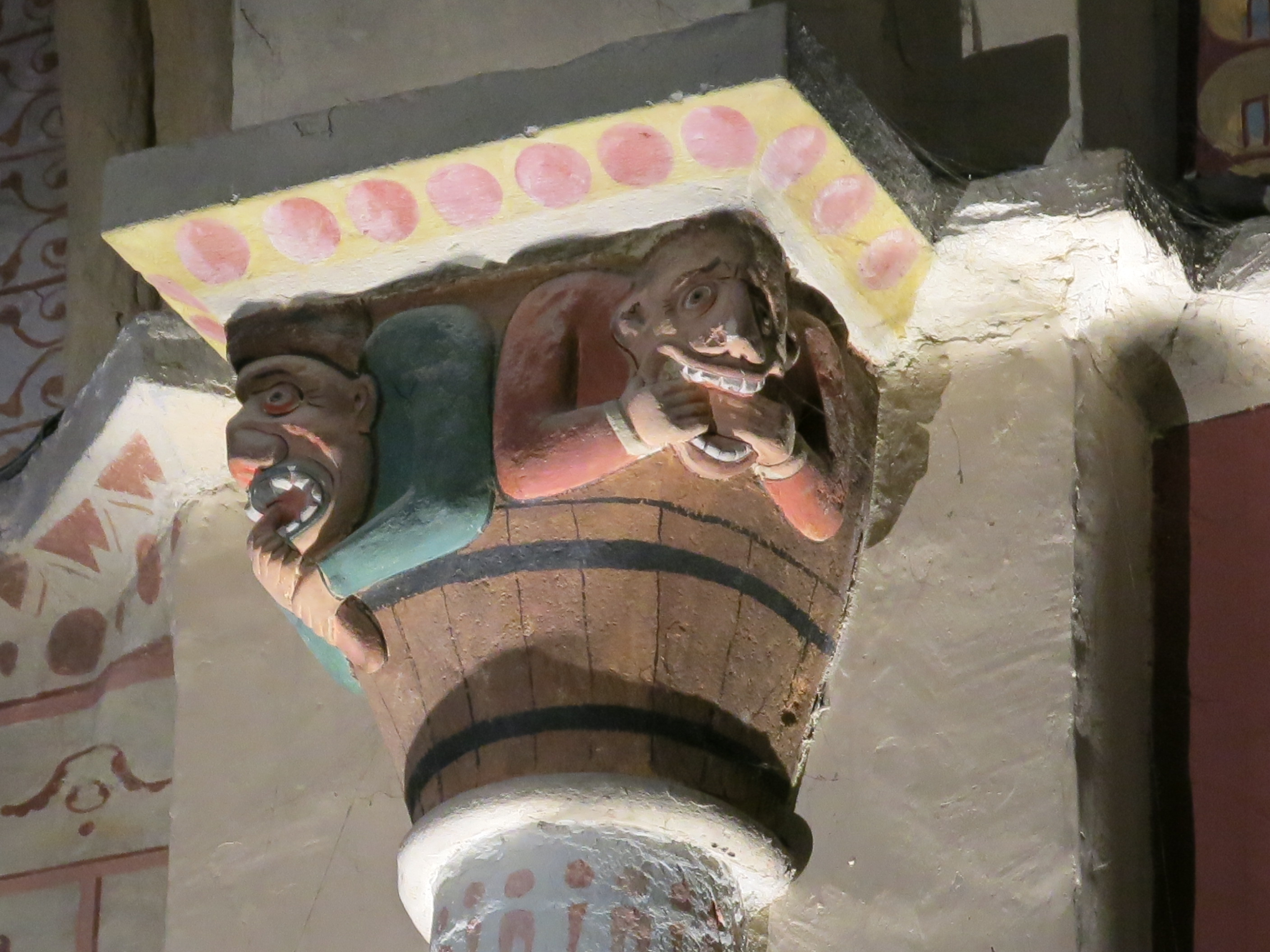
Chapiteau de colonne (la gourmandise).